# Nullsoft Scriptable Install System
Nullsoft Scriptable Install System (NSIS) is gratis software waarmee installatieprogramma's kunnen worden gemaakt voor Windows. NSIS wordt ontwikkeld door Nullsoft, het bedrijf dat ook de muziekspeler Winamp ontwikkelt. NSIS is een belangrijke concurrent van InstallShield die betaalde systemen levert. NSIS is geschreven in de programmeertalen C en C++.
NSIS kent geen ondersteuning voor Unicode, maar een variant met Unicode-ondersteuning is beschikbaar. Projecten die deze variant gebruiken zijn:
- Google (Picasa)
- OpenOffice.org voor Windows
- Mozilla (Firefox, Thunderbird)
- FileZilla
- Winamp
- Flickr
- PortableApps.com

## Licentie
NSIS is vrije software en opensourcesoftware en wordt uitgebracht onder de zlib-licentie.